# Cristianismo musculoso

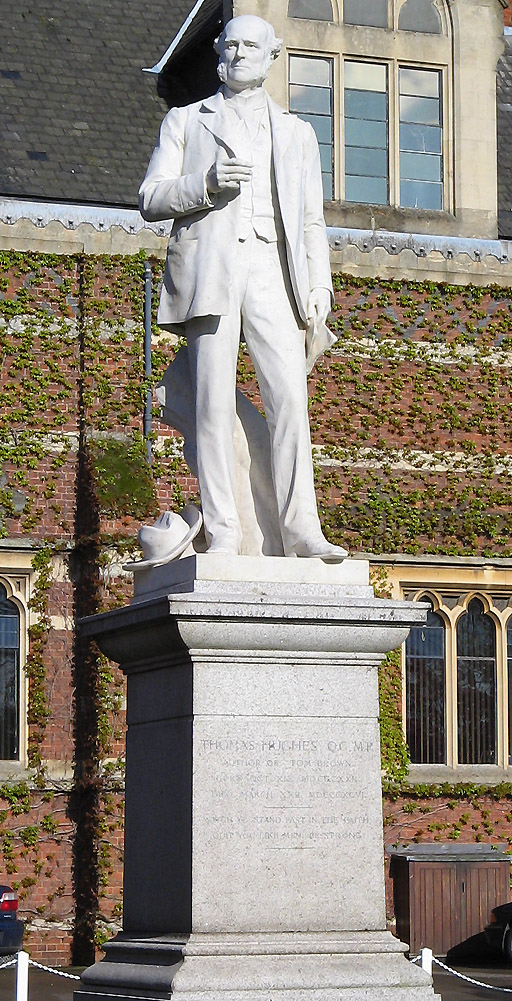
Estatua de Thomas Hughes en la Rugby School. La novela de Hughes en 1857 Tom Brown's School Days promocionó mucho el cristianismo musculoso en el mundo de habla inglesa.

El cristianismo musculoso es un movimiento filosófico que se originó en Inglaterra a mediados del siglo XIX, caracterizado por la creencia en el deber patriótico, la disciplina, el sacrificio, la virilidad y la belleza moral y física del atletismo.
El movimiento se puso de moda durante la era victoriana, como un método para desarrollar el carácter en los estudiantes de las escuelas públicas inglesas. Con frecuencia se lo asocia con el autor inglés Thomas Hughes y su novela de 1857 Tom Brown's School Days (días escolares de Tom Brown), así como con los escritores Charles Kingsley y Ralph Connor. El presidente estadounidense Theodore Roosevelt se crio en un hogar que practicaba el cristianismo musculoso. Roosevelt, Kingsley y Hughes promovieron la fuerza física y la salud, así como una búsqueda activa de los ideales cristianos en la vida personal y la política. El cristianismo musculoso ha continuado a través de organizaciones que combinan el desarrollo espiritual físico y cristiano. Y es influyente, tanto en el catolicismo como en el protestantismo.

## Orígenes
El movimiento del cristianismo musculoso nunca se organizó oficialmente. En cambio, fue una tendencia cultural que se manifestó de diferentes maneras, y fue apoyada por varias figuras e iglesias. El cristianismo musculoso se remonta a Pablo el Apóstol, quien utilizó metáforas atléticas para describir los desafíos de una vida cristiana. Sin embargo, la defensa explícita del deporte y el ejercicio en el cristianismo no apareció hasta 1762, cuando en Emile de Rousseau se describió la educación física como importante para la formación del carácter moral.
El término «cristianismo musculoso» se hizo conocido por una reseña del abogado T. C. Sandars de la novela de Kingsley Two Years Ago (hace dos años), en la edición del 21 de febrero de 1857 del Saturday Review. Kingsley escribió una respuesta a esta revisión en la que llamó al término «doloroso, si no ofensivo», pero luego lo usó favorablemente en ocasiones. Hughes lo usó en Tom Brown at Oxford; diciendo que era «algo bueno tener cuerpos musculosos, fuertes y bien ejercitados», y especificó, «los cristianos musculosos tienen la antigua creencia caballeresca y cristiana de que el cuerpo de un hombre se le da para ser entrenado y dominado, y luego usado para la protección de los débiles, el avance de todas las causas justas, y la sumisión de la tierra que Dios ha dado a los hijos de los hombres».
Además de las creencias mencionadas anteriormente, el cristianismo musculoso predicó el valor espiritual de los deportes, especialmente los deportes de equipo. Como dijo Kingsley, «los juegos conducen, no solo a la salud física, sino también a la moral». Un artículo sobre un popular británico del siglo XIX lo resumió así: «John MacGregor es quizás el mejor espécimen del cristianismo musculoso que ha producido esta o cualquier otra edad. Tres hombres parecían haber luchado en su pecho: el cristiano devoto, el sincero filántropo, el atleta entusiasta».
A pesar de haber obtenido cierto apoyo, el concepto aún era controvertido. Por ejemplo, un crítico mencionó «el ridículo en el que hombres serios y musculosos están haciendo todo aquello que consideran varonil», aunque preferiría «la seriedad y el cristianismo musculoso» a las convenciones sociales del siglo XVIII. Por otro lado, un clérigo de la Universidad de Cambridge peleó con un amigo y compañero clérigo, después de escuchar que había dicho «gracia», sin mencionar a Jesús, porque había un judío presente. Un comentarista luego dijo: «Todo esto sucede por que le tenemos miedo a un cristianismo musculoso».

## Introducción y crecimiento del cristianismo musculoso en Estados Unidos

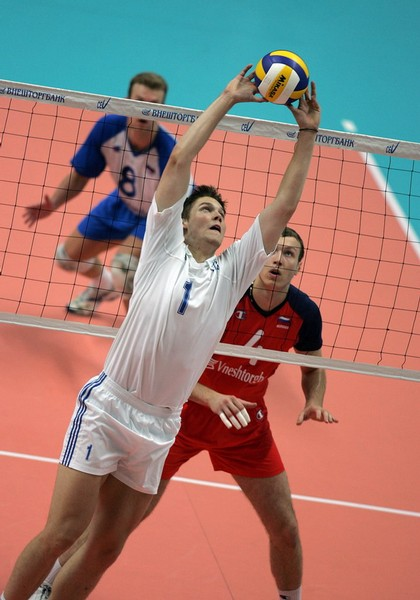
La asociación de hombres jóvenes cristianos creó el voleibol

La Iglesia Católica tradicionalmente se enfocaba en el espíritu sobre el cuerpo, y no solía enfatizar el atletismo o el entrenamiento físico. Otros grupos como los puritanos no se opusieron a los deportes, sólo las acciones que los acompañaron, como apostar o beber. La mayoría de los católicos estaban más preocupados en que el deporte se convirtiera en una distracción de la fe. Sin embargo, cuando «La crisis de la masculinidad» se convirtió en una teoría en la Iglesia Católica, la fuerza física fue fuertemente alentada, ya que los católicos sintieron que necesitaban demostrar su virilidad, porque la Iglesia se estaba volviendo «débil». Las mujeres católicas criaban y enseñaban a los niños, lo que muchos creían que los hacía demasiado femeninos. Luego se les enseñó a ser caballeros para que «abrocharan sus cuellos pero no se arremangasen». Muchos se preguntaron si en caso de una crisis social, estos hombres católicos serían capaces de protegerlos. Esto cambió lo que un hombre católico debería ser, cuando los miembros de la iglesia sintieron que con la sociedad cambiante, la masculinidad necesitaba ser restaurada. Theodore Roosevelt creía que «solo hay una esfera de utilidad muy circunscrita para el tímido buen hombre», un sentimiento que muchos hicieron eco en ese momento. Los seguidores del cristianismo musculoso finalmente descubrieron que la única solución para esto era conectar la fe con la «fisicalidad» del cuerpo.
La idea del cristianismo musculoso comenzó en Inglaterra en medio de la industrialización y la urbanización. Al igual que sus homólogos estadounidenses, los católicos estaban preocupados por la disminución de la virilidad entre sus seguidores, lo que hizo que el cristianismo musculoso se convirtiera en una tendencia cultural. No fue iniciado por ninguna persona específica, sino apoyado por iglesias, y muchas figuras católicas a título personal, que luego lo extendieron a otras congregaciones. En ese momento se creía que el entrenamiento físico construía la resistencia necesaria para prestar servicio a los demás, y que la fuerza física conducía a la fortaleza moral y al buen carácter. Los católicos sintieron que el atletismo podría ser una buena salida para desahogarse, en lugar de encontrar una salida sexual menos moral. Los deportes también ayudaron a reclutar nuevos miembros para la iglesia. Las iglesias comenzaron a formar sus propios equipos deportivos, y tenían instalaciones deportivas construidas en, o alrededor, de las iglesias mismas. Así fue como comenzó la YMCA (la asociación de hombres jóvenes cristianos) en 1844 en Londres, aunque no tuvo instalaciones deportivas propias hasta 1869, con la inauguración de la YMCA en la ciudad de Nueva York. Estas asociaciones se hicieron muy populares y las YMCA comenzaron a aparecer en todo el país. En 1894, se construyeron cuadriláteros detrás de las iglesias de Londres. La adición de estos anillos de boxeo atrajo a muchos más seguidores, no solo para boxear, sino también para escuchar los servicios religiosos. El boxeo se convirtió en una forma de que los hombres católicos hicieran catarsis de la ira o la frustración, de una manera moralmente aceptable.
La difusión del cristianismo musculoso condujo a muchos cambios dentro de la Iglesia Católica. Las misas se cambiaron para atender más a los hombres, y los religiosos debían ser de cierto carácter «varonil». Se pensaba que los ministros que así se veían, atraerían a más hombres como ellos. Los ministros protestantes en Inglaterra y Estados Unidos argumentaron que los hombres no eran verdaderamente cristianos a menos que fueran cristianos musculosos. El cristianismo musculoso disminuyó más tarde en algunas iglesias protestantes, pero nunca desapareció del panorama religioso estadounidense.

## Influencia

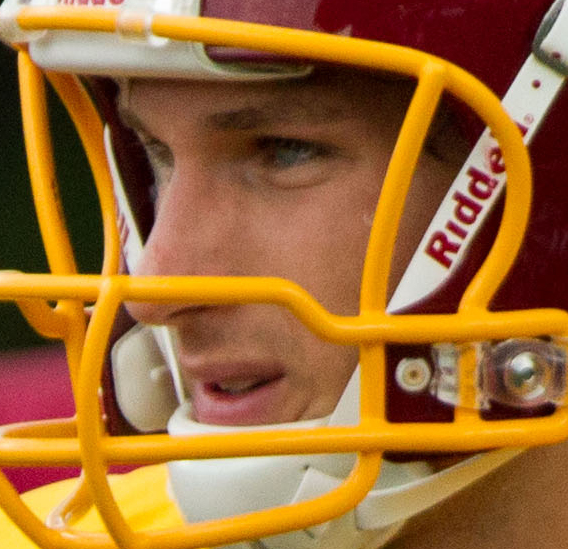
«...cuando sabes que Dios ha puesto su mano, él tiene un plan, me quita muchas de mis preocupaciones...» (Kirk Cousins)

Para 1901, el cristianismo musculoso era lo suficientemente influyente en Inglaterra como para que un escritor pudiera alabar «al inglés que cruza el mundo con un rifle en una mano y la Biblia en la otra», y agrega «si se pregunta qué ha hecho nuestro cristianismo musculoso señalamos: el Imperio Británico». El cristianismo musculoso se extendió a otros países en el siglo XIX. Estaba bien arraigado en la sociedad australiana en 1860, aunque no siempre con mucho reconocimiento del elemento religioso. 
En los Estados Unidos apareció primero en escuelas privadas, y luego en la YMCA y en la predicación de evangelistas como Dwight L. Moody. La incorporación del atletismo al YMCA condujo, entre otras cosas, a la invención del baloncesto y el voleibol. Parodiado por Sinclair Lewis en Elmer Gantry (aunque había alabado al Oberlin College YMCA por su «cristianismo musculoso serio y positivo») y fuera de sintonía con teólogos como Reinhold Niebuhr, su influencia disminuyó en el protestantismo dominante estadounidense. No obstante, se sintió en organizaciones evangélicas como la Comunidad de Atletas Cristianos, Atletas en Acción y los Guardianes de la Promesa.
En el siglo XXI, los pastores del Nuevo Calvinismo, como John Piper, impulsan un cristianismo más masculino, afirmando: «Dios se reveló él mismo en la Biblia de manera generalizada como rey no como reina; padre y no madre. La segunda persona de la Trinidad fue revelado como hijo eterno, no hija; el padre y el hijo crearon al hombre y a la mujer a su imagen y les dieron el nombre de hombre, el nombre del varón». Debido a esto, Piper sostiene «que Dios le ha dado al cristianismo un sentimiento masculino».

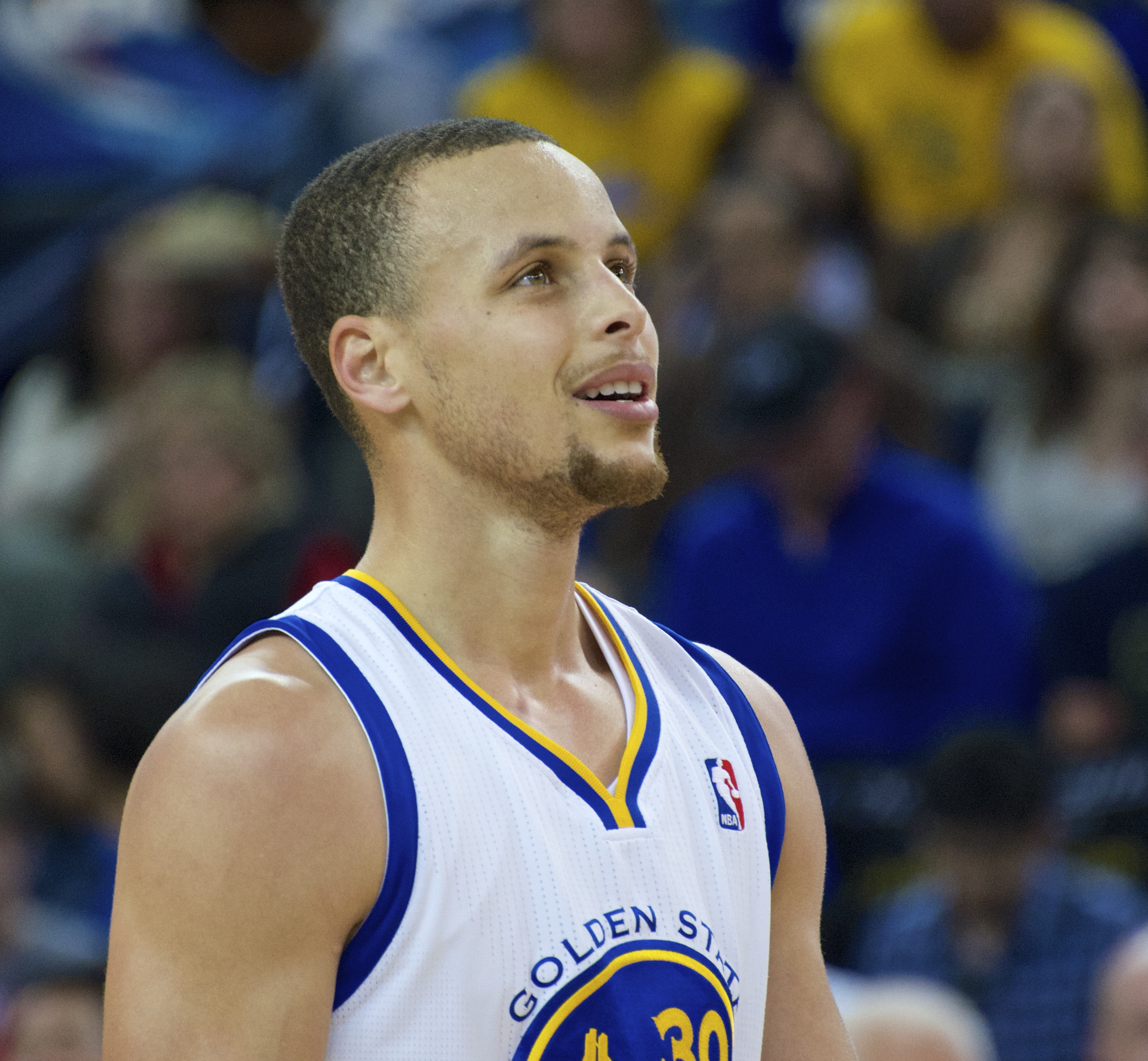
Stephen Curry tiene escrito en su calzado deportivo "4:13"

En 2012, atletas como Tim Tebow, Manny Pacquiao, Josh Hamilton y Jeremy Lin también ejemplificaron el cristianismo musculoso al compartir su fe con sus fanáticos.
Richard Andrew Meyer, profesor de la Universidad de Baylor, explica las seis definiciones de Thomas Hughes del cristianismo musculoso a través de seis criterios. Meyer escribió una disertación sobre la noción de Thomas Hughes del cristianismo musculoso que expuso así.
| El criterio es: «1) el cuerpo de un hombre se le da a él (por Dios); 2) para ser entrenado; 3) y dominado; 4) y luego lo usa para la protección de los débiles; 5) para el avance de todas las causas justas; 6) y para la sumisión de la tierra que Dios les ha dado a los hijos de los hombres». |

Desde Tebow, Pacquiao, Hamilton y Lin en 2012, el cristianismo musculoso ha crecido inmensamente a través del rápido crecimiento de las redes sociales, aún demostrando la definición de Hughes. Además, atletas mujeres han estado participando en este movimiento. Después de grandes juegos, los atletas van a las redes sociales para comunicarse con sus fanáticos sobre cómo Dios los ha llevado hasta allí. Los discursos sobre Dios también se ven antes de los juegos, o antes del comienzo o el final de sus temporadas. También hay círculos de oración, generalmente exclusivos para los compañeros de equipo, antes de una competencia. Se pueden ver algunos ejemplos en atletas hoy ampliamente conocidos.

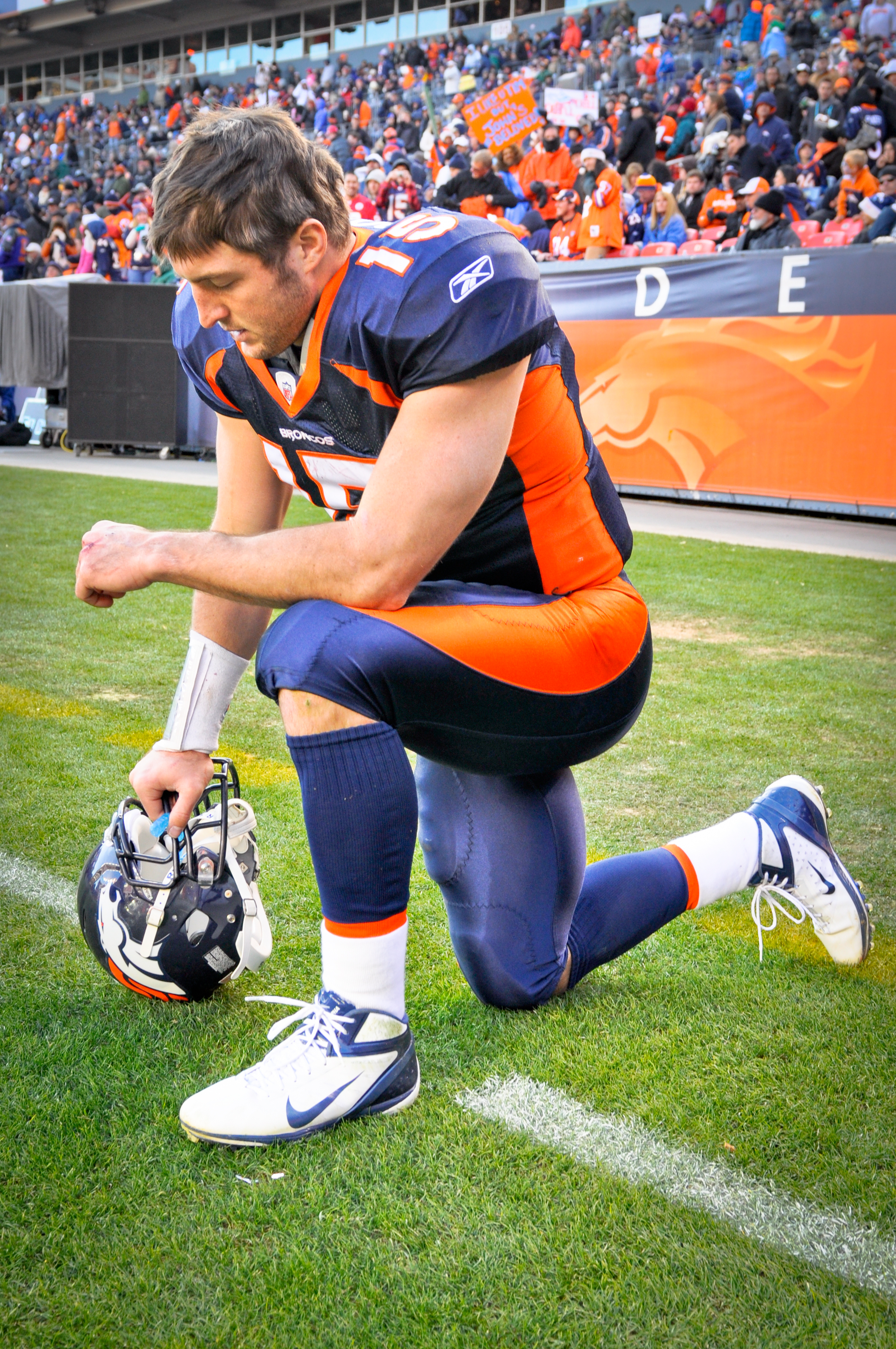
El jugador de fútbol americano Tim Tebow reza antes de un partido

En 2018, Russell Wilson publicó una foto de él y sus compañeros de equipo arrodillándose y tomados de la mano en el campo, con la leyenda «¡Es TODO a tu favor!», con el emoji de manos en oración.
Stephen Curry tiene «4:13» escrito en sus zapatos, que es una escritura bíblica sobre el poder de Dios para dar fortaleza a las personas. La inscripción dice: «Todo lo puedo en Cristo que me fortalece».
Kirk Cousins dijo en una entrevista de CBN News que «...cuando sabes que Dios ha puesto su mano, él tiene un plan, me quita muchas de mis preocupaciones y dudas, y me las quita porque confío en que él me trajo aquí por una razón».
Michael Kimmel argumenta en su libro Manhood in America (masculinidad en los Estados Unidos), que la Universidad de Notre Dame es una vitrina del cristianismo musculoso, porque la escuela sí practica el catolicismo. Se cree que los atletas masculinos en los equipos universitarios practican los 6 criterios de Thomas Hughes sobre el cristianismo musculoso. 
El equipo de fútbol de Notre Dame, por ejemplo, está integrado por hombres católicos que creen que sus cuerpos son un regalo de Dios, por lo tanto, entrenan sus cuerpos en el nombre de Dios.
Al igual que en la foto de Russell Wilson en Instagram, los equipos y los atletas tienen círculos de oración antes de una competencia para concentrarse y poner su mente y su cuerpo en el espacio correcto. A menudo los hace sentir mejor, y es una muestra abierta de lo que creen, que el cristianismo musculoso es una muestra abierta del propósito y la voluntad de Dios para estos atletas.